# أرنولف الكارينثي
أرنولف الكارينثي (850 - 8 ديسمبر 899) كان ملكًا كارولنجيًا من فرانسيا الشرقية منذ 887، ونازع على لقب ملك إيطاليا من 894 ولقب الإمبراطور الروماني المقدس منذ 22 فبراير 896 وحتى وفاته.